# Església de Sant Pere de Vilamajor
Sant Pere de Vilamajor és una església del municipi de Sant Pere de Vilamajor (Vallès Oriental). Construïda entre el segle xvi i a principis del xvii, està situada al centre històric del municipi, conegut amb el nom de la Força. Des de sempre ha estat dedicada al patró del municipi Sant Pere. La parròquia forma part del Bisbat de Terrassa. El 1108 la parròquia fou donada a la catedral de Barcelona. És una de les esglésies més grans que es van construir a finals del segle xvi. Forma part de l'Inventari del Patrimoni Arquitectònic de Catalunya com a bé cultural d'interès local amb la torre com a bé cultural d'interès nacional.

## Descripció

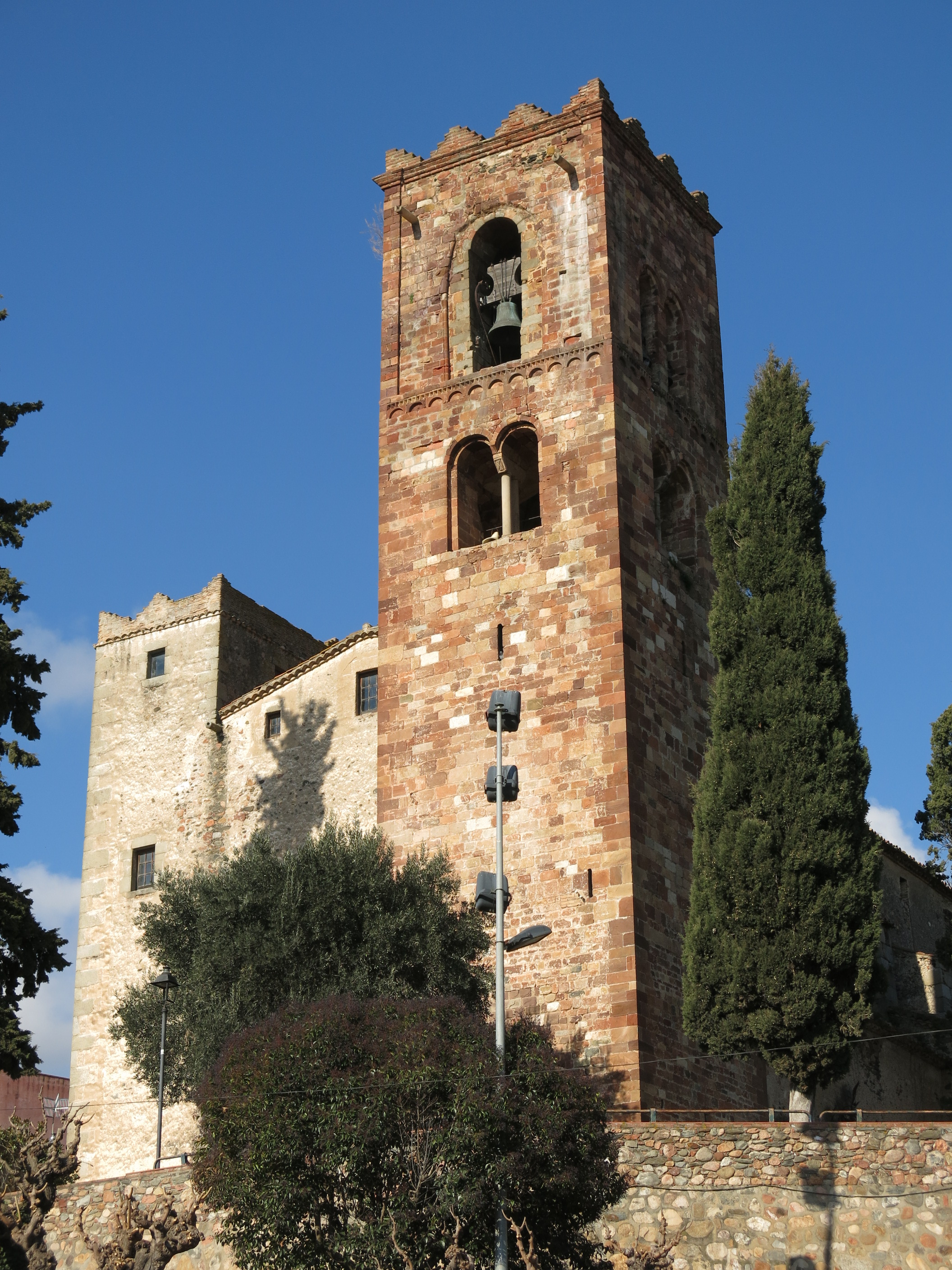
L'església de Sant Pere, amb la Torre Roja, el campanar romànic exempt

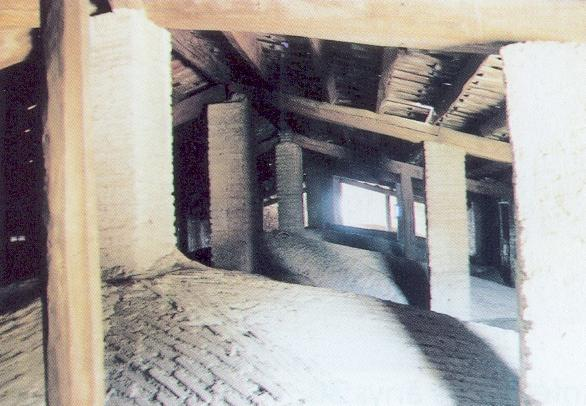
Sota coberta de l'església, on es veu la part superior de les voltes apuntades de la nau

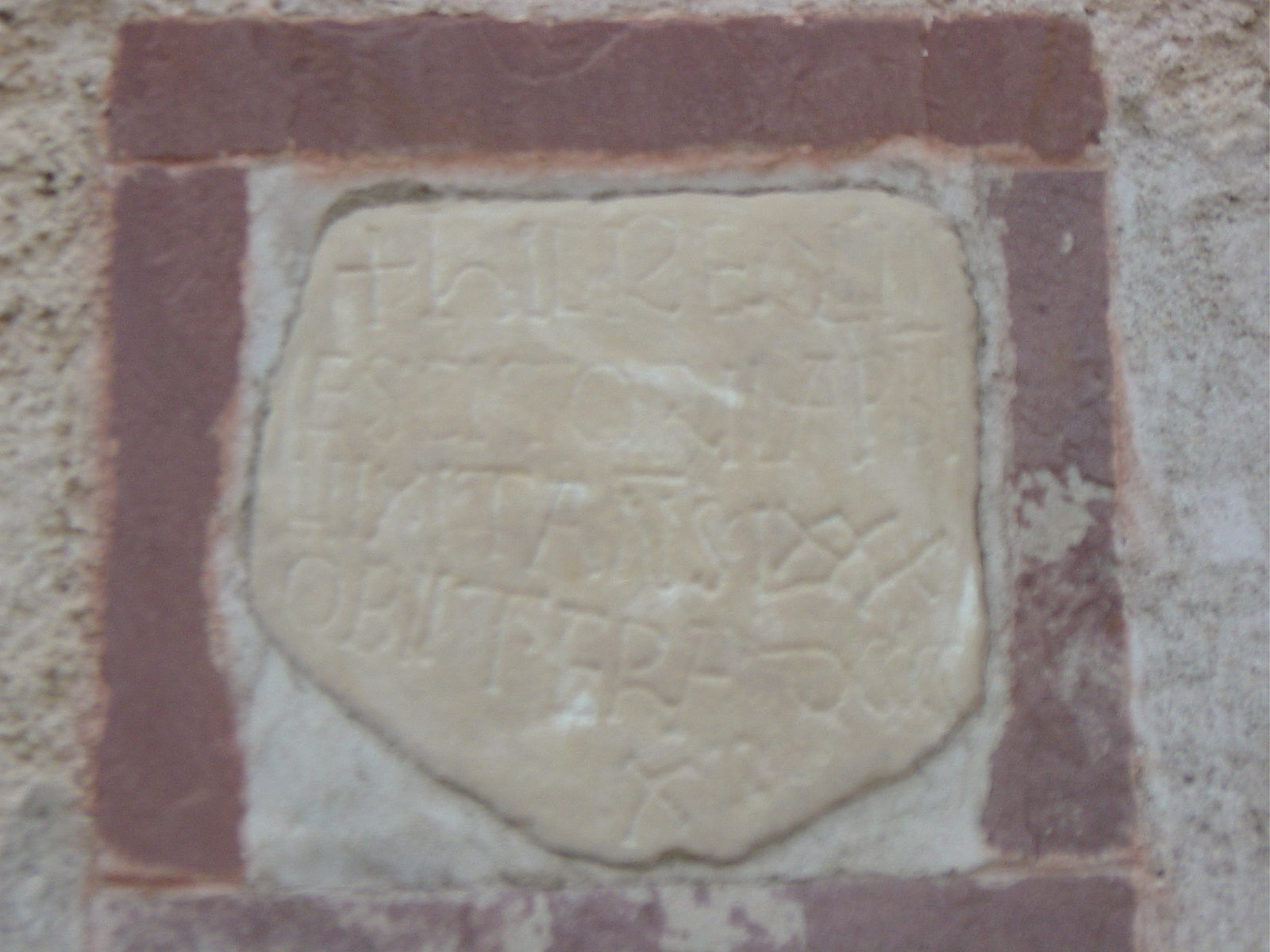
Làpida: "Aquí reposa Orila, prevere, morí amb 80 anys el 872" (Sant Pere de Vilamajor)

La nau central es suporta amb contraforts i hi ha dos cossos laterals amb capelles. La façana dona a ponent, a la part superior hi ha un ull de bou. La porta té dues columnes amb capitells corintis, fris senzill i permòdols florals, i el frontó és partit, de gust neoclàssic. Els permòdols prenen forma de capitell doricotoscà, a la imposta dels arcs de les capelles es reprodueixen la mateixa motllura de capitell, i s'estén el frontis del contrafort fins al punt de donar-li imatge de pilastra dòrica mancada d'entaulament.
L'església parroquial de Sant Pere de Vilamajor, s'aixeca en el que fou el pati d'armes de l'antic castell de Vilamajor. Com que la planta de l'església era més gran, s'enderrocà part de la muralla del recinte sobirà per encabir-hi l'absis (actualment carrer de Brugueres). L'església es construí amb les runes del castell, que fou enrunat pel terratrèmol de Catalunya de 1448. A mitjans del segle xvi, es va prohibir fer ús de les runes del castell si no eren per a la construcció de la nova església.
L'església es va acabar cap al 1610, deu anys després de la seva benedicció. És un temple gòtic tardà compost d'una nau de 29,2 x 9,6 metres coberta amb voltes ogivals, amb claus de volta amb sants esculpits, suportats per contraforts que forment dos cossos amb capelles laterals. L'absis és poligonal de cinc costats. Al segle xviii s'afegí a la part de llevant, una sagristia que donava a l'antic cementiri. L'església té una porta neoclàssica, amb una columna a cada banda acabada amb un capitell compost en força mal estat de conservació.

### Campanar
El campanar és una torre-campanar romànica. Té 25 metres d'alçada i planta quadrada de 5x5 metres. Està separada de l'església i s'anomena Torre Roja pel color de la seva pedra. Era la torre d'homenatge de l'antic palau comtal de Vilamajor. Data del segle xi o XII. Fou declarada Bé Cultural d'Interès Nacional.

## Història
L'església actual substitueix una església d'estil romànic que estava a pocs metres de l'actual, de la qual no es conserven les restes. Sí, que es conserva la làpida d'un dels seus preveres, anomenat Orila, mort a l'edat de 80 anys l'any 872 (s. IX). Al segle xi és segur que el castell tingué la seva capella o església. Sabem que dels segles XIII al XVI hi va haver una altra església i, finalment el 1581 es va començar a construir l'actual, que fou consagrada el 1600. L'antiga església romànica tenia un retaule pintat el 1513 per Joan Gascó que fou traslladat a la nova església goticorenaixentista el dia de la seva consagració, el 19 d'octubre de 1600. Dissortadament, fou cremat el 1936 durant la Guerra Civil espanyola. Hi ha però una mostra d'un altre retaule seu, de quatre taules, de la mateixa església, retirades el 1920, al Museu Diocesà. Per altra banda hom sap que J. Huguet va ser contractat el 8 de juny de 1466 per fer un retaule de la Mare de Déu per a Sant Pere de Vilamajor.